# Athysanella aphoda
Athysanella aphoda är en insektsart som beskrevs av Blocker 1988 . Athysanella aphoda ingår i släktet Athysanella och familjen dvärgstritar. Inga underarter finns listade i Catalogue of Life.